# Travis Stevens
Travis Stevens, född den 28 februari 1986 i Bellevue, Washington, är en amerikansk judoutövare.
Han tog OS-silver i de olympiska judo-turneringarna vid olympiska sommarspelen 2016 i Rio de Janeiro i herrarnas halv mellanvikt..